# AFM (Rennwagen)

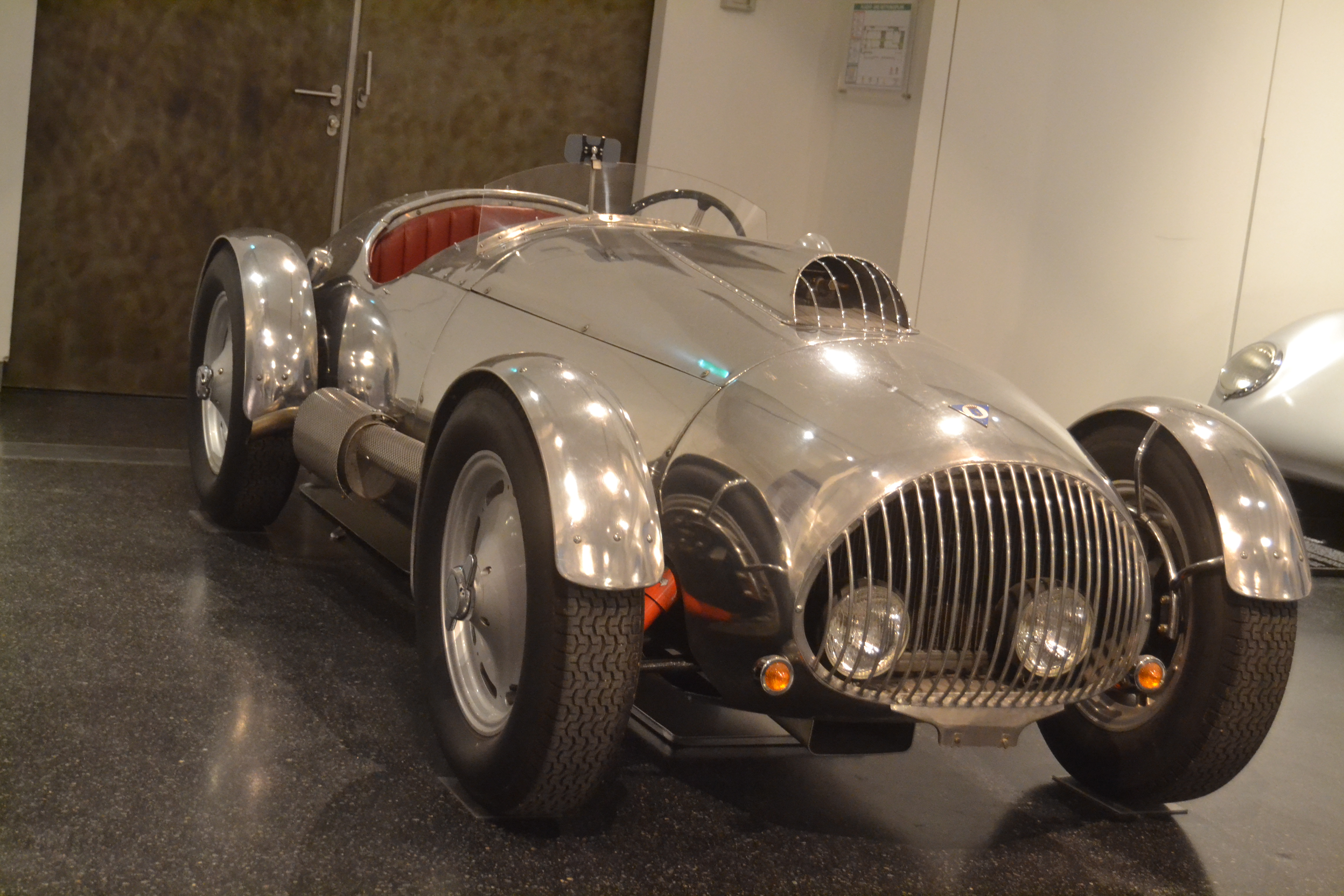
AFM-Rennwagen von 1948

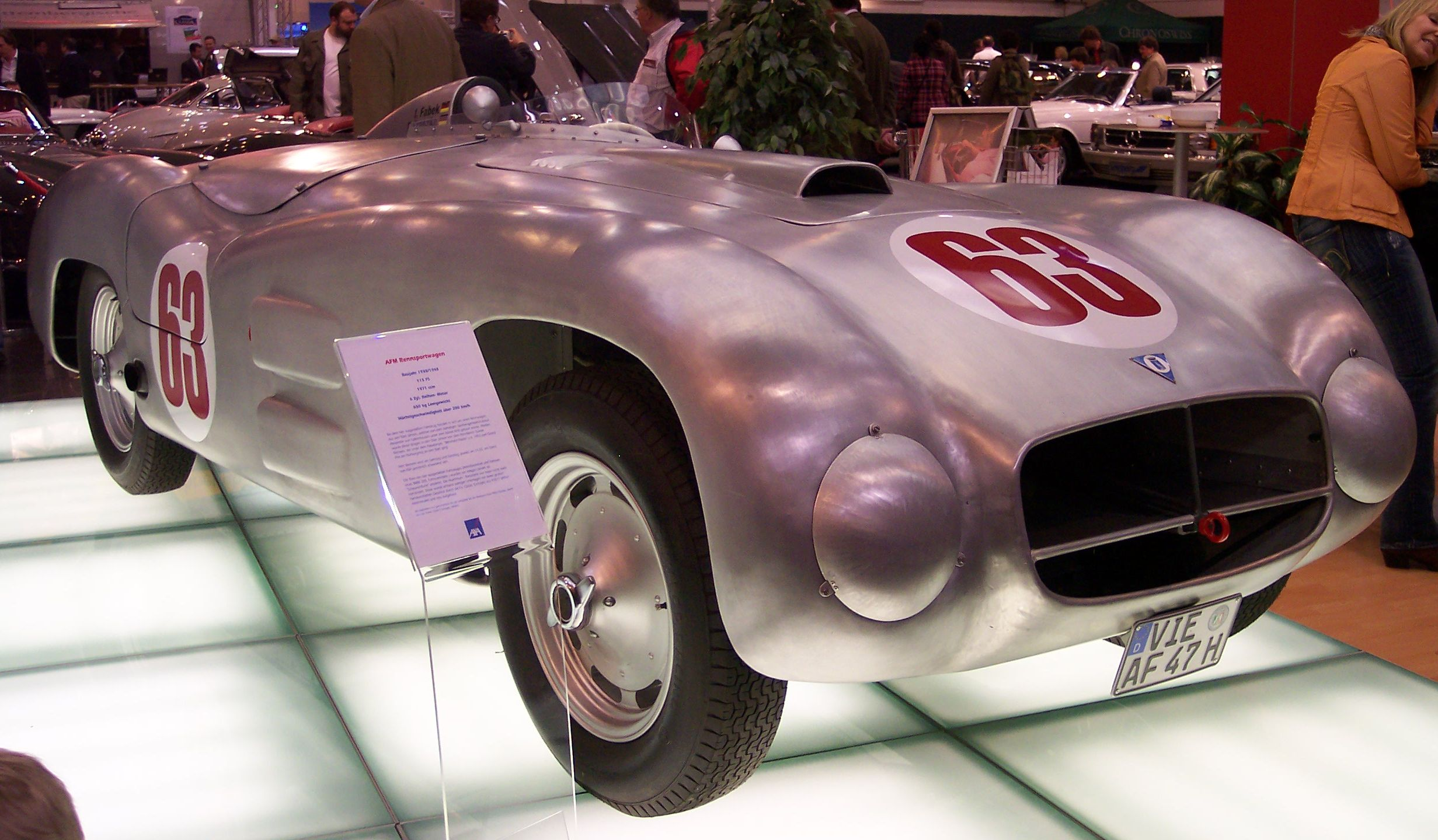
Der restaurierte AFM-50-5
von Karl-Günther Bechem

AFM (das Kürzel soll für Alexander von Falkenhausen Motorenbau stehen, anderen Quellen zufolge würde das M jedoch München bedeuten), gegründet von dem Münchener Rennfahrer und Konstrukteur Alexander von Falkenhausen, war ein deutsches Rennteam der späten 1940er- und frühen 1950er-Jahre, das gleichnamige Rennwagen einsetzte. Etwa ein Dutzend Nur-Chassis oder komplette Rennfahrzeuge wurden unter dem Firmennamen AFM produziert.

## Formel-2-Wagen von AFM
Mit dem Aufkommen der Formel-2-Klasse gegen Ende der 1940er-Jahre versuchten verschiedene Rennwagenkonstrukteure, die über geringe Geldmittel verfügten, über diese Rennformel im Motorsport Fuß zu fassen. Einer von ihnen war Alexander Freiherr von Falkenhausen. Sein Unternehmen AFM baute zunächst BMW 328 in Einsitzer um. Die Fahrzeuge bekamen einen konventionellen Rohrrahmen, Doppelquerlenker vorn und eine De-Dion-Hinterachse. Vom BMW 328 blieben nur Teile der Unterkonstruktion und vor allem der Motor, wobei aber auch dieser BMW-Sechszylinder überarbeitet wurde.
Die ersten dieser Wagen tauchten bereits 1949 auf deutschen Rennpisten auf, waren aber in der Regel noch den Veritas-Rennwagen in der Formel 2 unterlegen. Der Vorkriegsveteran Hans Stuck zeigte mit einem solchen Fahrzeug allerdings einen beachtlichen Auftritt beim Großen Preis von Italien 1950 in Monza, wo er in einem der Rennen keinen Geringeren als den Ferrari-F1-Piloten und späteren Doppelweltmeister Alberto Ascari spektakulär besiegte. In einem weiteren Lauf konnte Stuck lange an der Spitze des Feldes mithalten, bevor er einmal mehr mit Motorproblemen ausfiel.
Weitere Rennfahrer, die mit AFM-Fahrzeugen an Wettbewerben im In- und Ausland teilnahmen: Teddy Vorster, Manfred von Brauchitsch, Fritz Riess, Hermann Lang, Helmut Niedermayr, Karl-Günther Bechem, Theo Fitzau, Willi Heeks, Karl Gommann, Peter Hirt und Willi Krakau.

## Der Küchen-AFM
Ab 1949 entwarf der Ingenieur Richard Küchen einen vielversprechenden, modernen Leichtmetall-V8-Motor mit Doppelnockenwelle (davon sollen nur drei oder vier Einheiten gebaut worden sein), mit dem Hans Stuck 1950 seinen eigenen neuen und ohne Motor bei von Falkenhausen gekauften AFM-50-4 (die 50 stand für das Baujahr 1950, die 4 war die Chassis-Seriennummer) ausrüstete. Dieser sogenannte AFM-„Küchen“ wurde zwischen 1950 und 1953 von Stuck zu einigen Erfolgen gefahren. Stuck gewann mit ihm beispielsweise das Grenzlandring-Rennen des Jahres 1951 und belegte im selben Jahr den zweiten Rang der Formel-2-Kategorie und den vierten Platz im Gesamtergebnis beim Schauinsland-Bergrennen. Anfang 1953 erachtete der „Bergkönig“ den Küchen-V8, von dem er sogar zwei Stück besessen haben soll, als nicht mehr ausreichend konkurrenzfähig, woraufhin Stuck seinen AFM-50-4 für weitere Rennen mit einem Bristol-Triebwerk bestückte.

## Grand-Prix-Statistik

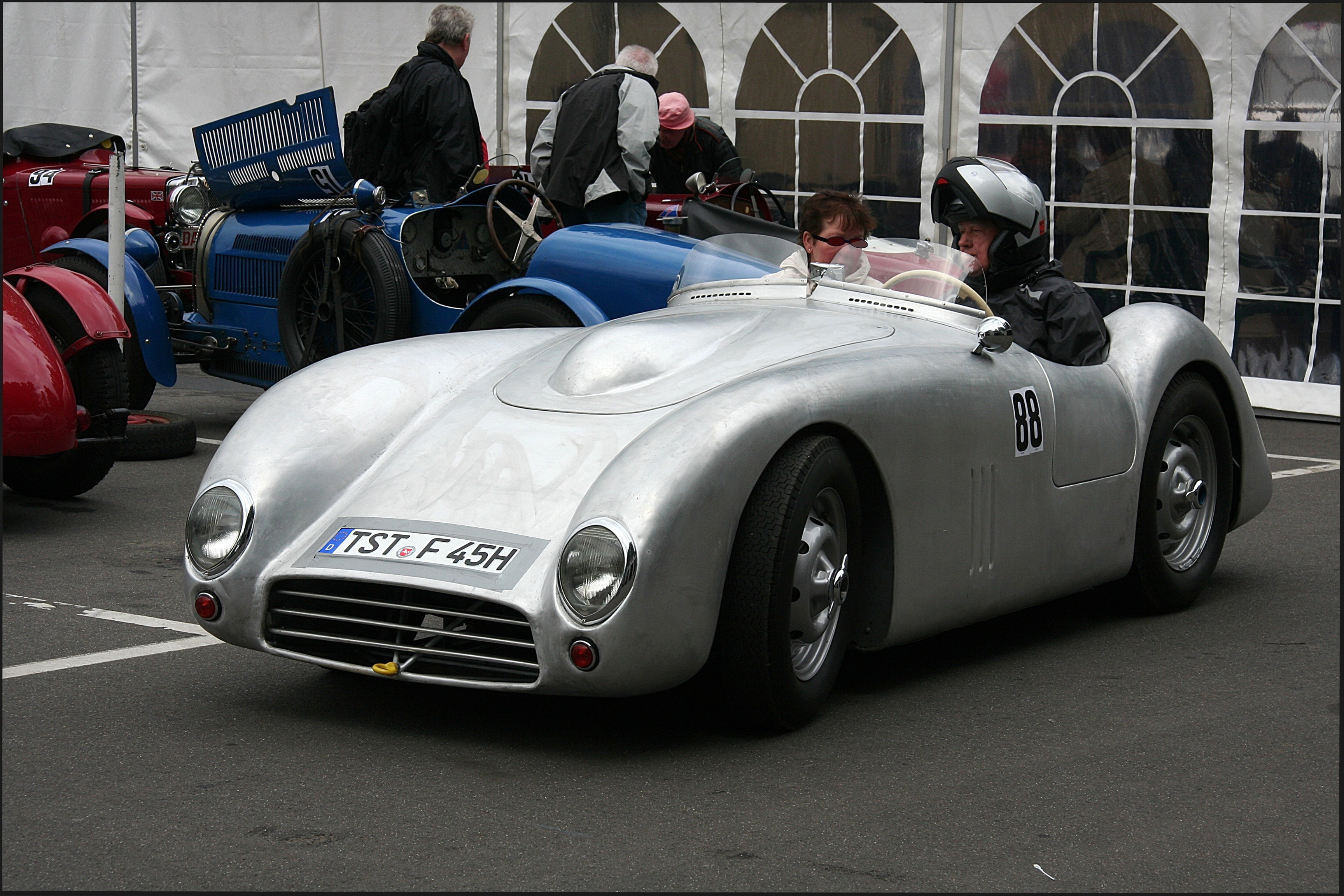
Weitere Version des AFM 50,
Baujahr 1950, beim DAMC 05 Oldtimer Festival Nürburgring

| Saison | Chassis | Motor                     | Reifen | Fahrer              | 1   | 2 | 3 | 4 | 5 | 6   | 7   | 8 | 9  |
| ------ | ------- | ------------------------- | ------ | ------------------- | --- | - | - | - | - | --- | --- | - | -- |
| 1952   | AFM     |                           |        |                     |     |   |   |   |   |     |     |   |    |
| 1952   | AFM     | Küchen-V8                 |        | Hans Stuck          | DNF |   |   |   |   |     |     |   |    |
| 1952   | AFM     | BMW Reihen-6-Zylinder     |        | Willi Heeks         |     |   |   |   |   | DNF |     |   |    |
| 1952   | AFM     | BMW Reihen-6-Zylinder     |        | Helmut Niedermayr   |     |   |   |   |   | 9   |     |   |    |
| 1952   | AFM     | BMW Reihen-6-Zylinder     |        | Ludwig Fischer      |     |   |   |   |   | DNS |     |   |    |
| 1952   | AFM     | BMW Reihen-6-Zylinder     |        | Willi Krakau        |     |   |   |   |   | DNS |     |   |    |
| 1953   | AFM     |                           |        |                     |     |   |   |   |   |     |     |   |    |
| 1953   | AFM     | Bristol Reihen-6-Zylinder |        | Hans Stuck          |     |   |   |   |   |     | DNF |   | 14 |
| 1953   | AFM     | BMW Reihen-6-Zylinder     |        | Theo Fitzau         |     |   |   |   |   |     | DNF |   |    |
| 1953   | AFM     | BMW Reihen-6-Zylinder     |        | Karl-Günther Bechem |     |   |   |   |   |     | DNF |   |    |

## Personenwagen-Projekt
1951 stellte AFM mit dem 2,5 Liter den Prototyp eines luxuriösen Coupés vor. Das Fahrzeug hatte wie die AFM-Rennwagen ein tiefliegendes Rohrrahmenfahrgestell mit einem Radstand von 2850 mm. Die Vorderradaufhängung bestand aus Doppelquerlenkern und Schraubenfedern. Die Hinterachse hatte eine Dreipunktaufhängung mit Schraubenfedern. Motor und Getriebe kamen vom Opel Kapitän (6 Zylinder, 2473 cm³, 60 PS bzw. 44 kW). Der Benzintank fasste 90 Liter. Die Karosserie bestand aus Leichtmetall über einem Stahlgerippe. Das Coupé hatte eine moderne Pontonkarosserie mit abgesetzten hinteren Kotflügeln. Zur Ausstattung gehörte unter anderem ein Drehzahlmesser. Ein Bild des AFM 2,5 Liter erschien 1951 in der Schweizer Automobil Revue. Der Wagen sollte 16.000 DM kosten, ging aber nicht in Serie. Neben diesem Coupé entstand bei dem Karosseriebauer Drews ein einzelnes Cabriolet, genannt AFM Super 2500.